# Fleimstal
Das Fleimstal (kurz Fleims, italienisch Val di Fiemme) ist ein ausgedehntes Tal in den Dolomiten und Fleimstaler Alpen im Nordosten des Trentino in Italien. Lediglich die auf der Westseite des Tals liegende Gemeinde Altrei gehört nicht zum Trentino, sondern zu Südtirol. 
Das Fleimstal ist das Tal des Mittellaufes des Avisio von Predazzo bis Capriana. Der Unterlauf bis zur Mündung in die Etsch einige Kilometer oberhalb von Trient heißt Cembratal. Das Tal am Oberlauf des Avisio ist das Fassatal. Die verschiedenen Namen haben historische Gründe: Im Mittelalter gehörte das Fassatal zum Bistum Brixen, das Fleimstal war Lehen des Bischofs von Trient. 
Mit dem Kriegseintritt Italiens in den Ersten Weltkrieg im Jahr 1915 wurden die Berge des Tals zum Schauplatz von schweren Kämpfen zwischen Italienern und Österreichern (berühmt ist die Schlacht am Monte Cauriol in der Lagorai-Kette). Im November 1918, mit dem Ende des Krieges, wurde Trentino-Südtirol und dann das Tal dem Königreich Italien angegliedert.
Für den Kraftverkehr erschlossen ist das Tal in erster Linie durch die SS 48. Bis 1963 bestand durch die Fleimstalbahn eine Schienenverbindung über den San-Lugano-Sattel ins Etschtal.

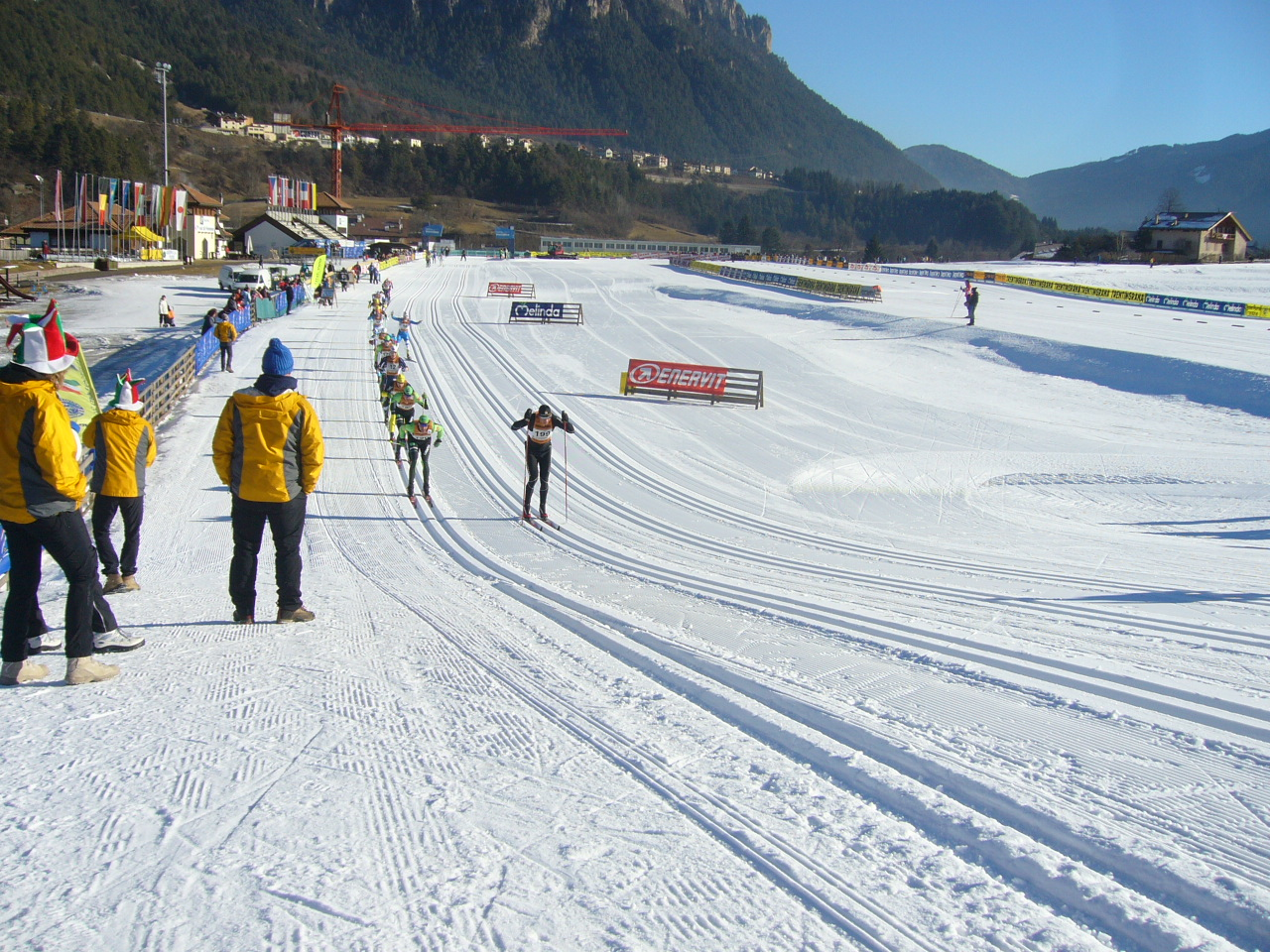
Der Marcialonga 2011 im Fleimstal bei Tesero

Das Fleimstal gilt als eines der bedeutendsten Wintersportgebiete Italiens. Die bekanntesten Orte des Tales sind: 
- Predazzo (Abzweigung zum Passo Rolle und nach San Martino di Castrozza).
- Cavalese (bekannt durch das im Jahre 1998 von einem US-Kampfjet ausgelöste Seilbahnunglück) Siehe auch: Seilbahnunfall von Cavalese (1998)
- Castello-Molina di Fiemme
- Tesero, das 1985 von einem folgenschweren Dammbruch mit 268 Todesopfern betroffen war (siehe Tesero-Dammbruch).

In den Jahren 1991, 2003 und 2013 fanden im Fleimstal die Nordischen Skiweltmeisterschaften statt.
Von den hohen Hängen des Fleimstales (insbesondere am Fuße der Palagruppe beim ehemaligen Hospiz Paneveggio) gewannen Musikinstrumentenbauer seit alters her das wertvolle Fichtenholz (Klangholz) für Streichinstrumente und für die Resonanzböden von Klavieren.